# 薩格湖
52°57′56.51″N 8°7′55.79″E / 52.9656972°N 8.1321639°E

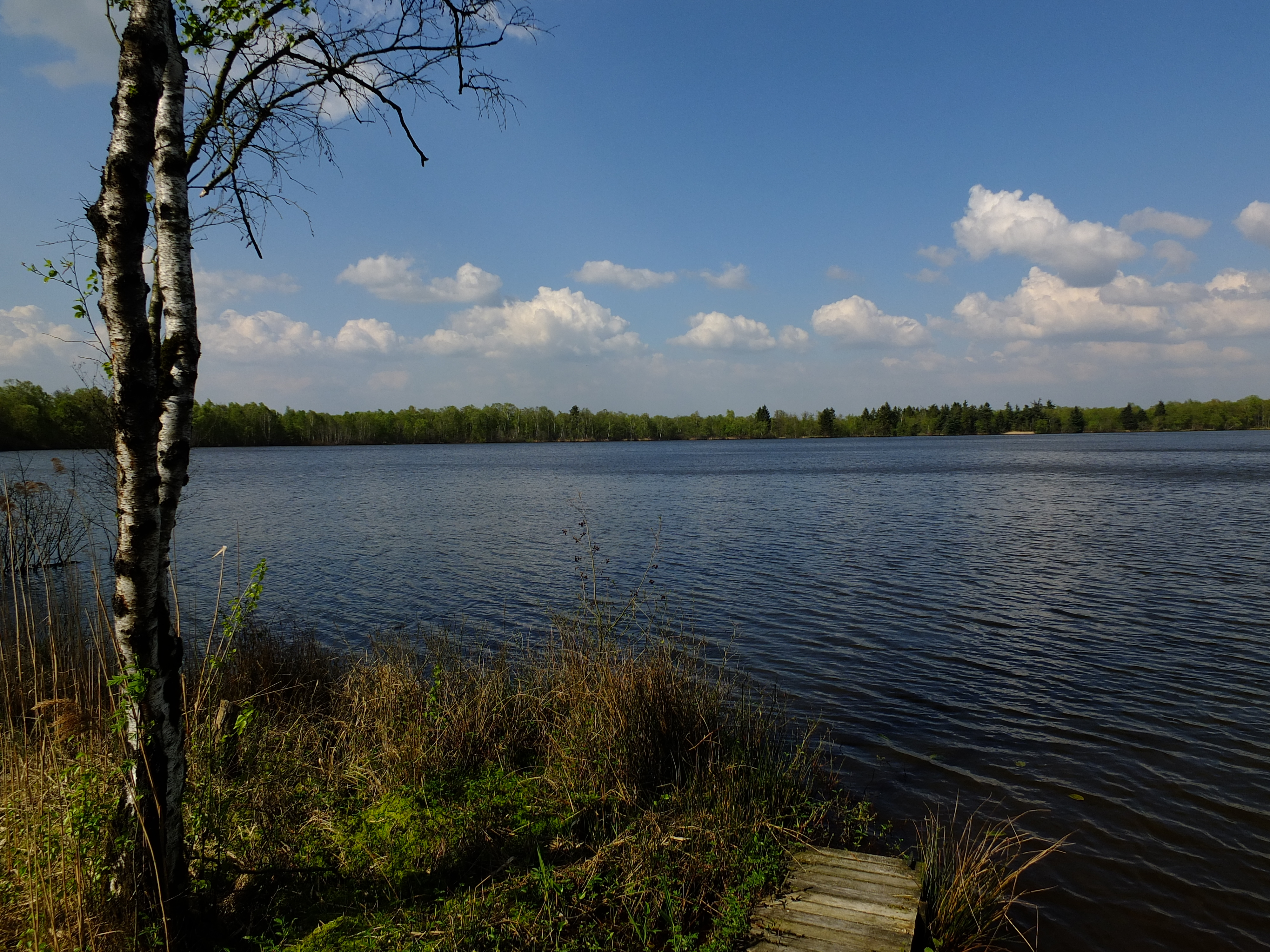

薩格湖（德語：Sager Meer），是德國的湖泊，位於該國西北部，由下薩克森州負責管轄，處於韋爾登縣，面積0.16平方公里，最大水深25米，該湖泊由兩部分組成。